# Luna 25
Luna 25 (en ruso: Луна 25), conocida también como Luna-Glob (Луна-Глоб, 'Esfera lunar'), fue una nave espacial, un módulo de aterrizaje automático, de Roscosmos que tenía como objetivo alunizar en el polo sur de la Luna y que falló al no lograr alcanzar la órbita de prealunizaje, cortarse la comunicación con la nave y estrellarse contra la superficie lunar.
La misión, que recibió el mismo nombre que la nave espacial, fue la primera misión lunar de Rusia tras su salida de la Unión Soviética el 25 de diciembre de 1991. La nave, a bordo de un cohete tipo Soyuz 2.1b, fue lanzada el 11 de agosto de 2023 desde el cosmódromo Vostochni situado en el Lejano Oriente de Rusia con la previsión de alunizar, cerca del polo sur de la Luna, en el cráter Boguslawsky, el 21 de agosto. El 18 de agosto se perdió contacto con la nave y las medidas de búsqueda del vehículo y de entrada en contacto con él, tomadas el 19 y el 20 de agosto, no dieron ningún resultado. El 20 de agosto la sonda espacial se estrelló contra la superficie lunar.
La misión Luna 25 forma parte de una de las principales ramas del programa espacial de Rusia.
Los objetivos de la misión, que tenía una duración estimada de un año, era la del estudio del  regolito de la superficie y el polvo, las partículas exosféricas  y compuestos orgánicos volátiles, así como la presencia de agua congelada. Se ha utilizado una gran cantidad de altas tecnologías y otros logros técnicos relacionados. El Instituto de Investigación Espacial (IKI) es la organización asignada como responsable del proyecto para operar la sonda, que cuenta con 30 kilogramos de carga de instrumentos científicos y un brazo robótico para extraer muestras.
La nave había sido llamada "Luna-Glob" pero fue renombrada a Luna 25 para mantenerla dentro del programa Luna de la Unión Soviética. La anterior misión lunar de ese programa, la Luna 24, fue lanzada al espacio en agosto de 1976 por la URSS. 
En 1999 el fabricante de las sondas Luna, NPO Lávochkin, presentó un desarrollo inicial que no fue financiado, diez años después se decidió  realizar el proyecto y fijó como posible fecha de lanzamiento inicial en el año 2012 que iría sufriendo numerosos retrasos y algunas modificaciones.
En 2014 Roscosmos aprobó la primera etapa del programa de exploración lunar ruso en que la misión Luna 25 quedó incluida. El programa de exploración lunar ruso, que tiene como objetivo  la colonización de la Luna con las instalación en 2040 de una base con los elementos básicos de infraestructura, consta de tres etapas:
Reconocimiento (2021-2025)
Estudio de la Luna con estaciones automáticas y elección del lugar para el establecimiento. Prevé  crear el módulo base de la estación cercana a la Luna, probar una nave espacial tripulada y realizar sobrevuelos no tripulados. Inicio de la construcción del cohete Yeniséi para vuelos tripulados a la Luna en la segunda etapa.
Avanzada (2025–2035)
Realización de misiones tripuladas rutinarias a la órbita lunar y preparación para el alunizaje tripulados. Colocación de los primeros elementos de la base.
Base (después del 2035)
Creación de un  polígono lunar con los primeros elementos de infraestructura y realización de misiones tripuladas de corta duración. Se espera que para 2040 se haya instalado en la superficie lunar una base con los elementos básicos.
En 2027 está prevista la misión Luna 26  (Luna-Resurs-Orbiter) que consistirá en el establecimiento de una estación orbital lunar que realizará un mapa detallado de la superficie lunar. En 2030 se prevé lanzar las misiones  Luna 27 (Luna-Resurs-AP) y Luna 28 destinadas a realizar un estudio más profundo del terreno lunar.

## Historia

### Luna Glob
Los planos iniciales para construir la misión comenzaron durante los últimos años del siglo XX con la evaluación de dos diseños de naves espaciales, llamados inicialmente Luna-Glob 1 y 2, presentados en octubre de 1998 en la Tercera Conferencia de la Exploración y Utilización de la Luna en Moscú por la compañía aeroespacial NPO Lávochkin. Lávochkin fue la responsable del diseño del pionero programa Luna, que consiguió importantes hitos durante la carrera espacial como poner el primer artilugio creado por el hombre en la Luna con Luna 2, enviar las primeras fotos con Luna 9 o los primeros vehículos automáticos en una superficie extraterrestre con el programa Lunajod..
Sin embargo, el nuevo proyecto Luna-Glob que intentaba recuperar la exploración lunar, no conseguía financiación por el gobierno ruso, en una importante crisis económica agravada tras la crisis financiera asiática de 1997. Los intentos de revivir y completar el proyecto continuaron durante la siguiente década. 
Hubo intentos para reducir el presupuesto cooperando con la Agencia Japonesa de Exploración Aeroespacial (JAXA) que tenía en desarrollo desde 1995 una misión compuesta por un orbitador y dos penetradores de alta velocidad, llamado Lunar-A, retrasado varias veces y posteriormente cancelado finalmente en 2007. Después hubo negociaciones para realizar una misión lunar conjunta con la Agencia India de Investigación Espacial (ISRO), pero también fracasó. El programa indio continúo por medios propios, lanzando con éxito el orbitador lunar Chandrayaan-1 en 2008.
A finales de 2008, la empresa NPO Lavochkin comenzó la segunda fase para la construcción de la sonda Luna-Glob, un orbitador de 470 kg que debería despegar en 2012 a bordo de un cohete Soyuz 2 utilizando para poner rumbo a la Luna una etapa Fregat. Luna-Glob, junto con la misión Fobos-Grunt, en ese momento eran los proyectos más importantes del programa espacial ruso de sondas espaciales. 
Luna-Glob, basadas en la tecnología de la Fobos-Grunt y con una masa de 2320 kilogramos y 120 kg de instrumentos científicos, tenía como misión científica principal el estudio del núcleo interno lunar y la presencia lunar de elementos volátiles como el agua. Para ello, elaboraría un proyecto experimental que contaría con sondas penetradoras, similares a los desarrollados para la misión Lunar-A. Cuatro penetradores, dos dos diseñados para soportar fuerzas G de hasta 10,000 unidades impactarían a una alta velocidad (no superior a 2.5 km/s) para introducirse unos metros en la superficie y estudiar así la estructura interior de la Luna mediante sismógrafos y sondas de temperatura. Otros dos penetradores, que descenderían a menor velocidad (80±20 m/s) y cerca de las misiones estadounidenses Apolo 11 y Apolo 12, estarían equipados con un sismógrafo de radiofrecuencia de alta sensibilidad y baja frecuencia que trabajaría en combinación con los dos instrumentos anteriores. Similares penetradores a los desarrollados por JAXA para la misión fallida Lunar-A.
Tras lanzar los penetradores, desplegaría las antenas del instrumento de radio llamado LORD (ЛОРД: Лунный Орбитальный РадиоДетектор, 'LORD: lunar orbital radio-detector'), así como otros aparatos para detectar partículas de alta energía provenientes de la superficie lunar y estudiar su composición. Para el análisis de recursos volátiles cerca del polo sur lunar, utilizaría un espectrómetro de masas y un espectrómetro de neutrones, combinado con los instrumentos sísmicos anteriores, e instalado en una sonda llamada estación polar, consistente en: un módulo de aterrizaje, un motor de frenado y un dispositivo de frenado por bolsas de aire. Para su lanzamiento podría usar indistintamente los cohetes Molnia o Soyuz, con un vuelo estimado hacia la luna de 4,5 días.
Además en 2012 también se planeó lanzar una segunda misión, llamada Luna-Glob 2, con un aterrizador y un rover de 58 kilogramos que se posarían cerca del polo sur lunar. Utilizaría para ello una etapa de descenso basada en las sondas soviéticas del programa Luna de la serie Ye-8 (Lunojod 1 y Lunajod 2) y Ye-8-5 (sondas de recogida de muestras), pero con un rover más complejo y ligero, de nueva generación y con electrónica moderna, más parecido a las pequeñas sondas del programa Mars Exploration Rovers de la estadounidense Administración Nacional de Aeronáutica y el Espacio (NASA) que los antiguos y pesados vehículos automáticos del programa Lunojod.
Además de estas sondas, Rusia planeó lanzar otra nave en 2014 denominada Luna-Grunt, compuesta por un orbitador y otro vehículo que alunizaría para analizar muestras del regolito lunar. En 2015 otra misión, Luna-Grunt 2, traería muestras lunares a la Tierra. La serie de sondas lunares pasaron a dividirse en dos tipos según su objetivo: Luna-Glob (orbitadores) y Luna-Grunt (naves de aterrizaje). Las naves de aterrizaje usarían tecnología basada en la etapa Fregat de Lávochkin y las antiguas Ye-8 (Lunojod) y Ye-8-5 (sondas soviéticas de recogida de muestras). Los aterrizadores con un rover lunar aparecen tanto dentro del proyecto Luna-Glob como del Luna-Grunt. Suprimido en el diseño de 2010, en un principio en el diseño inicial para Luna-Glob se incluyó un pequeño aterrizador, con un sistema de aterrizaje muy parecido al utilizado en Mars-96, a su vez inspirado en el del Luna 9 de 1966.
El 28 de diciembre de 2010 Roskosmos emitió el primer contrato estatal número 361-5420/10 para financiar el proyecto de investigación y desarrollo del proyecto Luna-Glob asignado a NPO Lavochkin. Tras el fallo de la misión de Fobos-Grunt en 2011, la segunda sonda rusa tras Mars 96 y el segundo fracaso, todos los programas de exploración rusos sufrieron importantes modificaciones y retrasos. Más tarde, el equipo de Lávochkin encargado de la construcción del módulo de aterrizaje no cumplió los objetivos marcados por los trabajos en otros proyectos como los satélites meteorológicos de la serie Elektro-L, el observatorio Spektr-RG o el programa de ExoMars construido conjuntamente con la Agencia Espacial Europea (ESA).

### Luna 25
Roscosmos decidió aprobar oficialmente en 2014 tres sondas para el estudio de la Luna como una primera etapa: la sonda de Luna 25 (Luna-Glob), el orbitador de Luna 26 (Luna-Resurs-Orbiter), y la sonda con un sistema de aterrizaje de precisión nombrada como Luna 27 (Luna-Resurs-AP). Después aunque no se firmó, habría propuesta una segunda etapa posible formada por una sonda llamada Luna 28 (Luna-Grunt) para recoger muestras de la superficie y Luna 29 que estudiaría el polo sur con un Lunojod de nueva generación. 
La anterior Luna-Glob, ahora Luna 25, tenía como previsión su despegue para el año 2019 y había reducido su peso al lanzamiento de 2320 kg a 1750 kg, y la carga de instrumentos de los 120 kg a los 30 kg. pasando de ser un conjunto de orbitador y una sonda de aterrizaje, a finalmente solo una sonda de aterrizaje. Sonda alimentada por células solares, RTG y baterías.
En 2016 comenzaron las simulaciones para ensayar y probar el diseño de la sonda en el aterrizaje, y un año después comenzó la integración del sistema de propulsión en la nave espacial.
El lanzamiento estaba programado originalmente para finales de septiembre de 2022, en un cohete Soyuz-2.1b con etapa superior Fregat, desde el cosmódromo de Vostochny. Tras aplazarse a febrero y julio de 2023, se lanzó el 11 de agosto de ese año con la previsión de que alunizara el lunes 21 de agosto en el cráter Boguslawsky del polo sur lunar.
El miércoles 19 de agosto entró en órbita lunar y mandó algunas fotografías del cráter Zeeman. El viernes  18 de agosto  se pierde comunicación con la nave y está no logra entrar en la órbita de prealunizaje, la agencia espacial rusa Roscosmos informó 

Hoy, de acuerdo con el programa de vuelo de Luna-25, a las 14:10 se emitió un impulso para la transición de la estación a la órbita previa al aterrizaje. Durante la operación se produjo una situación anormal a bordo de la estación automática, que no permitió realizar la maniobra con los parámetros especificados. En estos momentos, los especialistas del grupo de control están analizando la situación.

Durante las jornadas del 19 y 20 se intentó restablecer contacto con la nave sin lograrlo. La agencia Roscosmos  informó que 

debido a la desviación de los parámetros reales respecto a los calculados, la nave Luna-25 se desplazó a una órbita no prevista y dejó de existir a consecuencia de una colisión con la superficie de la Luna.

 Durante el recorrido los instrumentos científicos de la nave recogieron diferentes datos y fotografías.